# Tatort: Ein ehrenwertes Haus
Ein ehrenwertes Haus ist ein Fernsehfilm aus der Krimireihe Tatort mit dem späteren Leipziger Ermittlerteam Ehrlicher und Kain, gespielt von Peter Sodann und Bernd Michael Lade. Der vom Mitteldeutschen Rundfunk produzierte Beitrag wurde am 8. Januar 1995 im Programm Das Erste erstausgestrahlt. Es handelt sich um die Tatort-Folge 302 und den siebten Fall des Ermittlerteams, das hier noch in Dresden tätig ist. Untersucht wird der Mord an einem Mieter, den niemand mochte – womit alle Mietparteien in Verdacht geraten.

## Handlung
Vermeier, Besitzer eines Mietshauses, ist am Abend in der Gaststätte „Kleine Philharmonie“ in Dresden und besteht darauf, dass der Gastwirt die Uhr 5 Minuten zurückstellt, denn sie geht angeblich vor. Währenddessen sitzt Familie Ingholm beim Abendessen, als plötzlich etwas Rotes von der Decke in ihr Abendessen tropft. Frau Ingholm ruft die Polizei, und die Beamten finden die Leiche des Mieters Ralf Steiner in der übergelaufenen Badewanne. Die roten Tropfen stammen von der rot angestrichenen Zimmerdecke, durch die Wasser aus der darüberliegenden Wohnung dringt. Der Hausbesitzer Vermeier erscheint und ist entsetzt über den Zustand der Wohnung. Er hat Steiner vor kurzem gekündigt, da dieser ein unbequemer und lauter Mieter sei. Ohne danach gefragt worden zu sein, präsentiert er ein Alibi für die Tatzeit.
Ehrlicher stellt fest, dass die Tür zu Steiners Wohnung von innen abgeschlossen war und der Schlüssel innen steckte, was für einen klassischen Selbstmord spricht. Der Gerichtsmediziner bemerkt nach der Obduktion lakonisch: „Ein Alkoholiker, der an einer Überdosis Wasser stirbt.“ Bei der Untersuchung findet man das verschreibungspflichtige Betäubungsmittel Laposan 31 im Blut des Toten, das in hoher Dosis sogar tödlich gewirkt hätte, wonach Herzversagen festgestellt worden wäre. Sehr wahrscheinlich hat er das Mittel im Wein zu sich genommen, denn auf dem Tisch steht eine angefangene Flasche. Das Geschenkpapier deutet dabei darauf hin, dass er sie wohl geschenkt bekommen hat, denn eine so teure Marke (60 DM) kann sich ein arbeitsloser Alkoholabhängiger eigentlich nicht leisten. Die Kommissare befragen alle Mieter.
Kain beginnt bei Barbara Rothe, die früher mit Steiner befreundet war. Sie ist nicht sehr erschüttert über seinen Tod, sie meint, dass er der Typ gewesen sei, der eines Tages sowieso unter die Räder gekommen wäre. Er habe als Musiker in Bars gearbeitet, bis er irgendwann nur noch betrunken gewesen sei. Ehrlicher erfährt bei Rebecca Schwarzkopf (1912 geboren), dass niemand im Haus ihn gemocht habe und irgendwie wohl „alle ihn umgebracht“ hätten. Vermeier hätte schon einmal versucht, ihre Katzen zu vergiften. Dabei findet Ehrlicher heraus, dass die Türen der Wohnungen beidseitig schließbare Schlösser haben. So konnte jeder mit einem Zweitschlüssel in Steiners Wohnung und auch von außen wieder abschließen, obwohl innen der Schlüssel steckt. Ebenso rechnet er sich aus, dass das Beruhigungsmittel 40 Minuten braucht, bis es wirkt, die Wanne jedoch schon in 10 Minuten vollläuft, während der Notruf von Frau Ingholm aber kurz nach 21 Uhr einging, was zeitlich alles irgendwie nicht passt. 
Von Walter Lohr ist nicht viel zu erfahren; er ist verwirrt und nicht ganz zurechnungsfähig. Auch seine Tochter Jo ist recht unverdächtig, sie repariert Autos und Kain findet Interesse an ihr. Ihre Schwester Melanie war zuletzt mit Steiner befreundet, sie haben zusammen Musik gemacht, und er wollte sie „groß rausbringen“. Dessen Exfreundin Barbara war darüber nicht erbaut, offenbar hing sie immer noch an ihm. Ehrlicher sucht Vermeier auf und erklärt ihm, dass er ihn für sehr verdächtig halte. Aber dieser beteuert, dass er Steiner nicht getötet habe. Zudem bestätigt der Wirt Vermeiers Alibi. Als Kain mit Lohrs Tochter einen netten Abend verbringt und sie ihn mit zu sich nach Hause nimmt, findet er das Betäubungsmittel Laposan 31 im Badschrank, das Dr. Ingholm ihrem Vater gegen seine Schmerzen gegeben hat.
Als die Bewohner des Hauses von Steiners Beerdigung zurückkommen, empfängt sie Ehrlicher und resümiert: Jeder im Haus hatte ein Motiv und wollte Steiner loswerden. Schließlich lag er mit fast allen im Haus im „Krieg“. Dr. Ingholm ärgerte sich über die laute Musik und wollte Steiners Wohnung haben. Vermeier wollte sich von dem ungeliebten Mieter trennen. Melanie Lohr war von Steiner schwanger gewesen, und ihr Vater durfte das nie erfahren. Steiners Exfreundin war immer noch eifersüchtig. Melanie und Walter Lohr hatten das Betäubungsmittel. Alle hatten ein Interesse daran, Steiner aus dem Weg zu räumen, und alle tragen die Mitschuld daran, aber getan hat es letztendlich nur eine: Jo, die nicht mehr mit ansehen konnte, wie sich ihre Schwester „wegwirft“. So hat sie durch den Korken das Mittel in die Flasche gespritzt und diese dann auf Umwegen Steiner zukommen lassen. Da die Dosis aber nicht tödlich war, hat sie nachgeholfen und den bewusstlosen Steiner in die Badewanne zum Ertrinken geschleppt.

## Rezeption

### Einschaltquoten
Bei ihrer Erstausstrahlung am 8. Januar 1995 hatte diese Tatort-Folge 7,83 Mio. Zuschauer. Das entsprach einem Marktanteil von 22,0 %.

### Kritiken
Ehrlicher kombiniert wie immer richtig und am Ende vor versammelter Verdächtigenrunde.

„Skriptautor Stefan Kolditz mag wohl Agatha-Christie-Romane: Die Mörderhatz im honorigen Mietshaus erinnert an britische Landsitz-Krimis – und an den ‚Mord im Orient Express‘. Fazit: Kniffliger Krimi in Hercule-Poirot-Manier.“